# Industrias Peñoles
Industrias Peñoles, S.A.B. de C.V., es una empresa subsidiaria mexicana propiedad del Grupo BAL. Peñoles es la segunda minera mexicana más grande, con una sede en la ciudad de Torreón, Coahuila, México y la otra sede en la delegación Miguel Hidalgo de la Ciudad de México. Es el primer productor mexicano de oro, bronce, zinc y plomo y el líder mundial en producción de plata. Peñoles es una empresa con minas activas en México y con algunos proyectos de prospección en Sudamérica. Las tenencias incluyen la Mina de Plata Fresnillo / Mina Proaño, el complejo metalúrgico Met-Mex Peñoles y Química del Rey; una planta química; tres operaciones. Peñoles produce alrededor de 80,500,000 onzas troy (2,500,000 kg) de plata y 756,100 onzas troy (23,520 kg) de oro al año. Otros metales que produce la empresa son zinc, plomo, cobre, bismuto y cadmio.

## Historia
Se constituyó originalmente el 1 de marzo del año 1887 en la ciudad de Torreón, Coahuila, México por iniciativa de un grupo de empresarios mexicanos con el fin de explotar varias minas de la región. Para el año 1907, año de la constitución oficial de Torreón como ciudad, la empresa Peñoles publica en el Periódico Oficial del Estado de Coahuila lo que sería ya su quinta emisión más de capital. Más adelante, se convirtió en una empresa subsidiaria el 21 de junio del año 1961.

## Operaciones

### Minas, Metales y Químicos
Peñoles opera de manera directa 6 minas subterráneas en México, con un estricto control de costos y un fuerte enfoque hacia la eficiencia y disciplina operativa.
Es el principal productor de plata afinada y bismuto metálico en el mundo y se encuentra entre las principales empresas productoras de zinc y plomo afinados a nivel global.
Elabora productos químicos de alto valor agregado, que fortalecen la integración vertical de la empresa.
La empresa ha sido demandada por daños graves a la salud en Torreón Coahuila, sin embargo, los vacíos legales que existen en la Ley Ambiental mexicana, han librado a la millonaria empresa de responsabilizarse ante esta situación grave de envenenamiento por plomo a la población de Torreón.
Si bien las autoridades municipales y federales han evadido el problema, se ha documentado desde los años ochenta el envenenamiento en niños, en investigaciones como la de la Dra. Lilia Albert laborando en el Centro de Investigación y Estudios Avanzados del IPN (Cinestav), una de las toxicólogas más renombradas.

### Minas
El negocio minero concentra sus actividades en la explotación y obtención de minerales con contenidos metálicos de diamante, hierro, plomo, carbón y cobre, para producir concentrados de plomo, zinc y cobre, precipitados de oro-plata y doré. Opera la mina subterránea de plata más rica del mundo (Fresnillo), la mina subterránea de oro más rica (La Ciénega), la mina a cielo abierto de oro más grande (La Herradura) y la mina subterránea de zinc más grande (Francisco I. Madero) de México [cita requerida].

### Metales - Químicos
El negocio de Metales opera el complejo metalúrgico no ferroso (Met-Mex Peñoles) más importante de América Latina y cuarto a nivel mundial [cita requerida], en términos del valor de la producción, cuyas instalaciones cuentan con una fundición de plomo, una refinería de plomo-plata y una refinería electrolítica de zinc; adicionalmente opera plantas de ácido sulfúrico, cadmio, bismuto, sulfato de amonio y bióxido de azufre líquido.
El complejo se localiza en la ciudad norteña de Torreón, Coahuila, México.
El negocio de Químicos se dedica a la producción y comercialización de sulfato de sodio, óxido de magnesio, sulfato de magnesio y sulfato de amonio (fertilizante). Cuenta con la planta de sulfato de sodio (Química del Rey) más grande a nivel mundial [cita requerida].

### Infraestructura
Se enfoca en la búsqueda y administración de proyectos que garanticen el suministro y controlen los costos de los requerimientos de logística y energía eléctrica de Peñoles, así como de oportunidades que contribuyan al crecimiento y diversificación y que sean congruentes con nuestra visión. Cuenta con una terminal marítima internacional (Termimar) para el embarque de productos químicos a granel, una línea ferroviaria Coahuila – Durango para el transporte de materias primas y productos terminados, dos empresas (TECSA e IACMEX) dedicadas a la administración de servicios municipales de agua potable en la Ciudad de México, una concesión integral (Desarrollos Hidráulicos de Cancún) orientada al manejo y saneamiento de agua en los municipios de Cancún e Isla Mujeres y es responsable de la asignación de energía de la planta termoeléctrica (Termoeléctrica Peñoles) a las operaciones del Grupo.

## Procesos Productivos
Peñoles cuenta con procesos altamente mecanizados, con un alto índice de integridad electromecánica, que proporcionan confiabilidad en la continuidad operativa y un uso racional de los energéticos. Las plantas y centros productivos gozan de certificados ISO 14000 y de Industria Limpia (otorgado por el Gobierno Mexicano).
Los metales pesados son un tema de actualidad en el campo ambiental y en el de salud pública. Los daños que causan a la salud son tan severos aunque muchas veces asintomáticos que las autoridades de todo el mundo ponen mucha atención en minimizar la exposición de la población a estos tóxicos, en particular la infantil.
El envenenamiento por metales pesados entre los pobladores de la Comarca Lagunera es provocado por el plomo, el cadmio y el arsénico, tres elementos altamente dañinos para la salud. Sin embargo, los estudios, las denuncias y las acciones que se han realizado en torno a este problema tienen como actor principal al plomo. Esto no significa que sea el más tóxico de los tres de hecho ocurre lo contrario sino a que, es el que ha sido utilizado por la humanidad más ampliamente y, por ende, causa más problemas y más preocupación en el mundo.
El problema de Torreón se debe al funcionamiento de la cuarta fundidora de plomo más importante del mundo, propiedad de la compañía Peñoles, situada en el centro de la ciudad. En otros lugares del país se presenta la contaminación por plomo, pero las fuentes son distintas, como en el caso de que afecta a los vecinos de la empresa Pigmentos y Oxidos, sa, en Monterrey, y la reciente denuncia de la presencia de plomo en el agua de Salamanca, Guanajuato.

## Riesgos al medio ambiente
Como parte de las acciones que desarrolla la empresa para minimizar el impacto medio ambiental en las comunidades donde opera, Industrias Peñoles promueve iniciativas y programas que contrarresten las acciones negativas que puedan surgir durante el proceso de extracción. 
Desde el manejo responsable del plomo, cuidado de los recursos naturales, hasta la atención médica a las personas que habitan en las comunidades aledañas a la empresa. 
Plomo
Uno de los metales que extrae la compañía es el plomo, este se caracteriza por ser un metal pesado con propiedades que podrían afectar la salud de no tratarse con las debidas precauciones. Por ello, la empresa capacita a los empleados de la empresa para el manejo de los minerales. Asimismo, Peñoles proporciona equipos de protección para el trabajo dentro de la planta.  
De acuerdo con un estudio médico realizado a los trabajadores de la empresa demostró que tanto en 2020 como en 2021, no se detectaron casos de personas con niveles elevados de plomo en la sangre.
Una de las iniciativas que mantiene la empresa es la revisión médica periódica preventiva que tiene como objetivo detectar los factores de riesgo que puedan perjudicar la salud de los trabajadores, además de detectar la existencia de padecimientos que de no tratarse, pueden ser perjudiciales para las personas. 
En sinergia con otras instituciones, la empresa realiza las Jornadas de Salud en comunidades remotas, como apoyo para quienes no cuentan con los recursos necesarios para una atención médica completa.

### Atención al problema
Al ser una de las empresas mineras más importantes de México, Peñoles cuenta con diferentes alternativas para contrarrestar posibles efectos en los entornos donde opera, así como para ayudar a la salud de las personas que habitan en las comunidades aledañas a la empresa. 
Industrias Peñoles, una de las principales empresas mineras del país y mayor productor de plata en el mundo, provee de recursos esenciales a través de la minería en beneficio de la población. Año con año implementan mejoras en su metodología de trabajo, con el fin de mantener el equilibrio de sus operaciones y cumplir con la rigurosa Política de Desarrollo Sostenible enfocada a la preservación y cuidado del medio ambiente. Caracterizan por tener en sus filas el sello de Empresa Socialmente Responsable (ESR), el cual se refrenda el compromiso y respeto por la ética, la gente, el medio ambiente y las comunidades.
El apoyo hacia las comunidades aledañas a sus operaciones se externa gracias a los diferentes programas de desarrollo que implementa la compañía.  Algunos de ellos ya muy reconocidos son el programa de lectura “Picando letras”, la promoción de actividades culturales y artísticas; el fomento al deporte con las Academias Santos Peñoles y Santos Fresnillo, la campaña de reforestación y donación de árboles en su vivero ubicado en Torreón, Coahuila con capacidad de producir 200 mil árboles al año; así como las jornadas de salud con la Fundación UNAM para las comunidades aledañas y la capacitación a emprendedores en sinergia con Fundación ProEmpleo.
La metalúrgica más importante de México y principal productora de plomo a nivel nacional, es reconocida por sus altos estándares de calidad y buenas prácticas en el tratamiento de fundición de metales, que garantizan el uso y manejo de metales de  cuidado como lo es el plomo y lo relacionado con la extracción de oro y plata.
Otros programas
El trabajo de la empresa se extiende a todas las personas, desde los más pequeños hasta los más grandes, algunos ejemplos son:  
'Zinc save kids', un programa que la empresa lleva a cabo en sinergia con la ISA y UNICEF, para reducir las enfermedades gastrointestinales y diarreicas en los niños, niñas y jóvenes de las comunidades con problemas socioeconómicos, a partir de la suministración de zinc.

## Principales Minas
- Naica: mina productora de plomo más grande de México.
- Francisco I. Madero: mina productora de zinc más grande de México.